# Sítio Pedra da Acauã
O Sitio Pedra da Acauã é um sítio arqueológico de arte rupestre localizado na cidade de Barra do Mendes, no estado da Bahia. O Sítio Pedra da Acauã está registrado no Instituto do Patrimônio Histórico e Artístico Nacional (IPHAN).
No ano de 2007, foram encontradas em uma meia encosta, a 1.028 metros de altura em relação ao nível do mar, pinturas rupestres em figuras humanas, de animais e geométricas, gravadas em um paredão e nas rochas de abrigos, localizado em terras da caatinga, de propriedade privada.